# Hoa hậu Hoàn vũ 1990
Hoa hậu Hoàn vũ 1990 là cuộc thi Hoa hậu Hoàn vũ lần thứ 39 được tổ chức tại thành phố Los Angeles, Hoa Kỳ. Có tất cả 71 thí sinh tham dự cuộc thi với kết quả người chiến thắng thuộc về thí sinh Mona Grudt đến từ Na Uy.

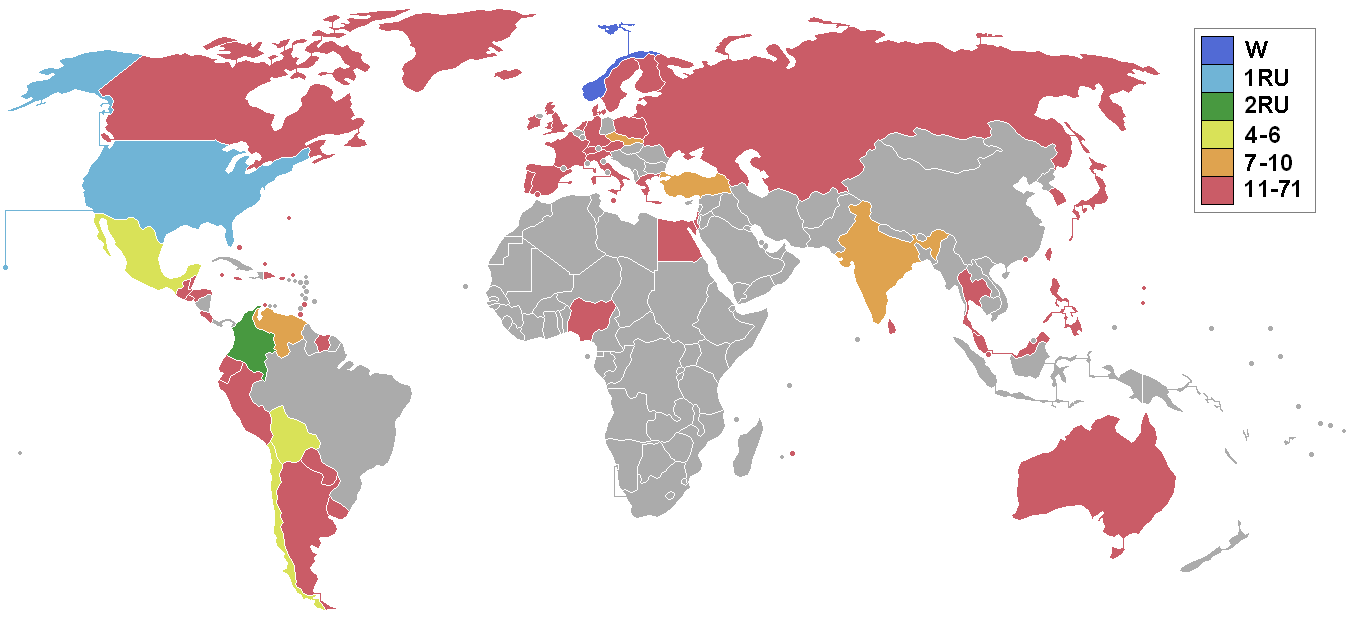
Các quốc gia và vùng lãnh thổ tham gia Hoa hậu Hoàn vũ 1990 và kết quả.

## Kết quả

### Thứ hạng
| Kết quả              | Thí sinh |
| -------------------- | --- |
| Hoa hậu Hoàn vũ 1990 | - Na Uy – Mona Grudt                                                                                         |
| Á hậu 1              | - Hoa Kỳ – Carole Gist                                                                                       |
| Á hậu 2              | - Colombia – Lizeth Mahecha                                                                                  |
| Top 6                | - Bolivia – Rosario del Pilar Rico Toro - Chile – Uranía Haltenhoff - Mexico – Marilé del Rosario Santiago   |
| Top 10               | - Tiệp Khắc – Jana Hronkova - Ấn Độ – Suzanne Sablok - Thổ Nhĩ Kỳ – Jülide Ateş - Venezuela – Andreína Goetz |

### Thứ tự gọi tên
| 1. Ấn Độ 2. Colombia 3. Mexico 4. Thổ Nhĩ Kỳ 5. Chile 6. Bolivia 7. Tiệp Khắc 8. Venezuela 9. Hoa Kỳ 10. Na Uy | 1. Colombia 2. Bolivia 3. Mexico 4. Na Uy 5. Chile 6. Hoa Kỳ | 1. Hoa Kỳ 2. Na Uy 3. Colombia |

## Giải thưởng đặc biệt
| Giải thưởng                 | Thí sinh                             |
| --------------------------- | ------------------------------------ |
| Hoa hậu Thân thiện          | - Đức – Christiane Stocker           |
| Hoa hậu Ảnh                 | - Thái Lan – Passaraporn Chaimongkol |
| Trang phục dân tộc đẹp nhất | - Colombia – Lizeth Mahecha          |

## Hội đồng giám khảo
| Thành viên   | Thành viên                  | Quốc tịch      | Thông tin                                               |
| ------------ | --------------------------- | -------------- | ------------------------------------------------------- |
| 100px        | Jayne Meadows               | Mỹ             | Diễn viên, tác giả.                                     |
| 80px\|center | Steve Allen                 | Mỹ             | Diễn viên, biên kịch và nhà soạn nhạc.                  |
| 100px        | Chayanne                    | Puerto Rico    | Diễn viên, ca sĩ và nhà soạn nhạc.                      |
| 100px        | Howard Keel                 | Mỹ             | Diễn viên, ca sĩ.                                       |
| 100px        | Martin Ransohoff            | Mỹ             | Nhà sản xuất truyền hình và điện ảnh.                   |
| 100px        | Deborah Nadoolman           | Mỹ             | Nhà thiết kế thời trang.                                |
| 100px        | Leonora Langley             | Anh            | Tổng biên tập tạp chí Elle.                             |
| 100px        | James De Nicholas           | Anh            | Ca sĩ, người chơi keyboard.                             |
| 100px        | Brooks Firestone            | Mỹ             | Doanh nhân, nhà sản xuất rượu.                          |
| 100px        | Susan Forward               | Mỹ             | Nhà trị liệu tâm lý, nhà tâm lý học và nhà báo.         |
| 100px        | Haing S. Ngor               | Campuchia · Mỹ | Bác sĩ phụ khoa, bác sĩ sản khoa, diễn viên và tác giả. |
| 100px        | Công chúa María của Bourbon | Tây Ban Nha    | Nữ bá tước.                                             |

### Chung kết
| \| Quốc gia/Vùng lãnh thổ \| Phỏng vấn \| Áo tắm \| Dạ hội \| Trung bình bán kết \| \| ---------------------- \| ---------- \| ---------- \| ---------- \| ------------------ \| \| Na Uy \| 8.760 (1) \| 8.922 (1) \| 8.989 (1) \| 8.890 (1) \| \| Colombia \| 8.610 (2) \| 8.714 (2) \| 8.840 (2) \| 8.721 (2) \| \| Mexico \| 8.500 (4) \| 8.450 (4) \| 8.707 (4) \| 8.552 (3) \| \| Chile \| 8.411 (6) \| 8.410 (6) \| 8.770 (3) \| 8.530 (4) \| \| Bolivia \| 8.439 (5) \| 8.498 (3) \| 8.600 (6) \| 8.512 (5) \| \| Hoa Kỳ \| 8.509 (3) \| 8.299 (7) \| 8.630 (5) \| 8.479 (6) \| \| Venezuela \| 8.370 (7) \| 8.450 (4) \| 8.590 (7) \| 8.470 (7) \| \| Ấn Độ \| 8.200 (9) \| 8.233 (8) \| 8.552 (8) \| 8.328 (8) \| \| Thổ Nhĩ Kỳ \| 8.079 (10) \| 8.139 (9) \| 8.200 (9) \| 8.139 (9) \| \| Tiệp Khắc \| 8.360 (8) \| 7.785 (10) \| 7.970 (10) \| 8.038 (10) \| | Hoa hậu Á hậu 1 Á hậu 2 Top 6 Top 10 (#) Xếp hạng ở mỗi phần thi |            |            |                    |
| Quốc gia/Vùng lãnh thổ | Phỏng vấn                                                        | Áo tắm     | Dạ hội     | Trung bình bán kết |
| Na Uy | 8.760 (1)                                                        | 8.922 (1)  | 8.989 (1)  | 8.890 (1)          |
| Colombia | 8.610 (2)                                                        | 8.714 (2)  | 8.840 (2)  | 8.721 (2)          |
| Mexico | 8.500 (4)                                                        | 8.450 (4)  | 8.707 (4)  | 8.552 (3)          |
| Chile | 8.411 (6)                                                        | 8.410 (6)  | 8.770 (3)  | 8.530 (4)          |
| Bolivia | 8.439 (5)                                                        | 8.498 (3)  | 8.600 (6)  | 8.512 (5)          |
| Hoa Kỳ | 8.509 (3)                                                        | 8.299 (7)  | 8.630 (5)  | 8.479 (6)          |
| Venezuela | 8.370 (7)                                                        | 8.450 (4)  | 8.590 (7)  | 8.470 (7)          |
| Ấn Độ | 8.200 (9)                                                        | 8.233 (8)  | 8.552 (8)  | 8.328 (8)          |
| Thổ Nhĩ Kỳ | 8.079 (10)                                                       | 8.139 (9)  | 8.200 (9)  | 8.139 (9)          |
| Tiệp Khắc | 8.360 (8)                                                        | 7.785 (10) | 7.970 (10) | 8.038 (10)         |

## Thí sinh tham gia
| - Argentina – Paola de la Torre - Aruba – Gwendolyne Kwidama - Úc – Charmaine Ware - Áo – Sandra Luttenberger - Bahamas – Lisa Nichelle Sawyer - Belize – Ysela Antonia Zabaneh - Bermuda – Janet Tucker - Bolivia – Rosario del Toro Pilar - Quần đảo Virgin (Anh) – Jestina Hodge - Canada – Robin Lee Ouzunoff - Quần đảo Cayman – Tricia Rose Whittaker - Chile – Uranía Haltenhoff - Colombia – Lizeth Mahecha - Costa Rica – Julieta Posla - Tiệp Khắc – Jana Hronkova - Đan Mạch – Maj-Britt Jensen - Cộng hòa Dominica – Rosario Rodriguez - Ecuador – Jessica Núñez - Ai Cập – Dalia El Behery - El Salvador – Gracia María Guerra - Anh – Carla Barrow - Phần Lan – Tiina Susanna Vierto - Pháp – Gaëlle Voiry - Đức – Christiane Stocker - Gibraltar – Audrey Gingell - Hy Lạp – Jeni Balatsinou - Greenland – Sascha Nukaka Motzfeldt - Guam – Marcia Damian - Guatemala – Marianela Abate - Hà Lan – Stephanie Halenbeek - Honduras – Vivian Moreno - Hồng Kông – Trần Pháp Dung - Iceland – Hildur Dungalsdóttir - Ấn Độ – Suzanne Sablok - Ireland – Barbara Ann Curran - Israel – Yvonna Krugliak | - Ý – Annamaria Malipiero - Jamaica – Michelle Hall - Nhật Bản – Hiroko Miyoshi - Hàn Quốc – Oh Hyun-kyung - Malaysia – Anna Lin Lim - Malta – Charmaine Farrugia - Mauritius – Anita Ramgutty - Mexico – Marilé del Rosario Santiago - Nigeria – Sabina Umeh-Akamune - Quần đảo Bắc Mariana – Edwina Menzies - Na Uy – Mona Grudt - Paraguay – Mónica Plate - Perú – Marisol Martínez - Philippines – Germelina Padilla - Ba Lan – Małgorzata Obieżalska - Bồ Đào Nha – Maria Rosado - Puerto Rico – María Luisa Fortuno - Saint Vincent và Grenadines – Glenor Browne - Scotland – Karina Ferguson - Sri Lanka – Roshani Aluwinare - Singapore – Ong Lay Ling - Tây Ban Nha – Raquel Revuelta - Thụy Điển – Linda Isacsson - Thụy Sĩ – Catherine Mesot - Suriname – Saskia Sibilo - Trung Hoa Dân Quốc – Ôn Thúy Tần - Thái Lan – Passaraporn Chaimongkol - Trinidad và Tobago – Maryse de Gourville - Thổ Nhĩ Kỳ – Jülide Ateş - Quần đảo Turks và Caicos – Karen Been - Uruguay – Ondina Pérez - Hoa Kỳ – Carole Gist - Liên Xô – Evia Stalbovska - Venezuela – Andreína Goetz - Wales – Jane Lloyd |

## Chú ý

### Lần đầu tham gia
- Liên Xô

### Trở lại
- Lần cuối tham gia vào năm 1970:
  -  Tiệp Khắc

### Bỏ cuộc
- Bỉ – Katia Alens vừa tham dự Hoa hậu Quốc tế 1990 và Hoa hậu Thế giới 1990. Tổ chức Hoa hậu Bỉ không cử đại diện tham dự năm nay. Katia Alens sau đó tham dự Hoa hậu Hoàn vũ 1991.
- Brazil – Do chủ sở hữu nhượng quyền rút lui, không có cuộc thi quốc gia nào được tổ chức.
- Curaçao
- Haiti
- Luxembourg – Beata Jarzynska
- New Zealand
- Quần đảo Virgin (Mỹ)

### Thông tin về các thí sinh
- Greenland – Sascha Nukaka Motzfeldt, Hoa hậu Greenland 1990, là người gốc Đức, Na Uy và Inuit. Cô là con gái của chính trị gia Greenland, Josef Motzfeldt.
- Venezuela – Andreína Goetz, Hoa hậu Venezuela 1990, là người gốc Đức.